# إلفيرا وودروف
إلفيرا وودروف (بالإنجليزية: Elvira Woodruff)‏ (19 يونيو 1951)؛ كاتِبة مُتخصِّصة في أدب الأطفال وروائية أمريكية.